# Ichneumon extricator
Ichneumon extricator là một loài tò vò trong họ Ichneumonidae.